# VTL
VTL nebo Virtual Tape Library je zařízení pro zálohování dat, které virtualizuje princip magnetických pásek (užívané v běžné zálohovací páskové knihovně) – jako médium využívá namísto pásek zpravidla diskové pole. Kapacita diskového pole je logicky rozdělena na části, které se navenek jeví jako pásková mechanika. Může být v rámci zálohovací strategie kombinována s klasickou páskovou knihovnou, která v takové topologii slouží k archivaci.

## Specifikace
VTL využívá v zásadě technologii, která mívá menší výkon, než primární datová úložiště. Na výkon disků VTL zpravidla nebývají kladeny tak vysoké nároky, jako v případě primárních úložišť. Jedním z pozitivních efektů tohoto principu je nižší cena diskové kapacity.

Spolu s VTL je často využívána technologie deduplikace dat, která dále snižuje nároky na výkon disků a kapacitu VTL úložiště.

V současné době (2010) jsou disková pole tvořena SATA nebo PATA disky. K vytváření záloh je možné využít softwarové nástroje obvyklé pro zálohování na fyzické pásky.